# جون بلوك
جون بلوك (بالإنجليزية: John Block)‏ هو سياسي جنوب أفريقي، ولد في 10 فبراير 1968. حزبياً، نشط في المؤتمر الوطني الأفريقي. وقد انتخب المجلس التنفيذي ( – 16 أكتوبر 2015).